# 1870 aux échecs
| Années des échecs : 1867 - 1868 - 1869 - 1870 - 1871 - 1872 - 1873    |
| Décennies des échecs : 1840 - 1850 - 1860 - 1870 - 1880 - 1890 - 1900 |

Cet article présente les faits marquants de l'année 1870 aux échecs.

## Événements majeurs
- Le Tournoi d'échecs de Baden-Baden 1870 est remporté par Adolf Anderssen devant Wilhelm Steinitz, Joseph Henry Blackburne et Neymann[1].

## Championnats nationaux
- Confédération de l’Allemagne du Nord, NDSB : Pas de championnat de la NDSB[Note 1]. La deuxième édition aura lieu en 1876.

- Confédération de l’Allemagne du Nord, WDSB : Pas de championnat de la WDSB[Note 2].
- Royaume-Uni de Grande-Bretagne et d'Irlande : John Wisker remporte la Challenge Cup, organisée par la British Chess Association[2], après un match de départage contre Amos Burn.

## Naissances
- Paul Lipke
- Géza Maróczy

## Nécrologie
- 22 août : William Lewis, le meilleur joueur britannique dans les années 1820, auteur de plusieurs livres sur les échecs.
- 2 décembre : James Thompson (en)